# Alisa Ozhogina
Alisa Ozhogina Ozhogin (Moscú, 31 de octubre de 2000) es una deportista española que compite en natación sincronizada.

## Trayectoria
Nació en Moscú, hija de padres rusos, pero fue criada en Sevilla, donde es miembro del Club Sincro Sevilla.
Ganó siete medallas en el Campeonato Mundial de Natación entre los años 2022 y 2025, y cinco medallas en el Campeonato Europeo de Natación entre los años 2021 y 2025. En los Juegos Europeos de Cracovia 2023 consiguió dos medallas de oro.
Durante el preolímpico de Barcelona el dúo quedó segundo, siendo ambas finalmente clasificadas para los Juegos Olímpicos de Tokio 2020. Como miembro del equipo olímpico español de natación artística, en Tokio participaría en la prueba de dúos, de nuevo con Tió. En las preliminares ambas quedaron undécimas y fueron clasificadas para las finales, donde quedarían en décima posición. Ozhogina también participó en la competición por equipos, en la que el equipo español quedó de séptimo. En los Juegos Olímpicos de París 2024 logró la medalla de bronce en la prueba de equipo.
Estudia el grado de Comunicación en la Universidad Internacional de La Rioja.

## Palmarés internacional
| Juegos Olímpicos   | Juegos Olímpicos    | Juegos Olímpicos  | Juegos Olímpicos |
| Año                | Lugar               | Medalla           | Prueba           |
| ------------------ | ------------------- | ----------------- | ---------------- |
| 2024               | París (Francia)     | Medalla de bronce | Equipo           |
| Campeonato Mundial |                     |                   |                  |
| Año                | Lugar               | Medalla           | Prueba           |
| 2022               | Budapest (Hungría)  | Medalla de bronce | Rutina especial  |
| 2023               | Fukuoka (Japón)     | Medalla de oro    | Equipo técnico   |
| 2023               | Fukuoka (Japón)     | Medalla de bronce | Dúo técnico      |
| 2024               | Doha (Catar)        | Medalla de plata  | Equipo técnico   |
| 2024               | Doha (Catar)        | Medalla de bronce | Dúo técnico      |
| 2025               | Singapur (Singapur) | Medalla de bronce | Equipo técnico   |
| 2025               | Singapur (Singapur) | Medalla de bronce | Equipo libre     |
| Juegos Europeos    |                     |                   |                  |
| Año                | Lugar               | Medalla           | Prueba           |
| 2023               | Oświęcim (Polonia)  | Medalla de oro    | Equipo técnico   |
| 2023               | Oświęcim (Polonia)  | Medalla de oro    | Equipo libre     |
| Campeonato Europeo |                     |                   |                  |
| Año                | Lugar               | Medalla           | Prueba           |
| 2021               | Budapest (Hungría)  | Medalla de plata  | Equipo libre     |
| 2021               | Budapest (Hungría)  | Medalla de bronce | Equipo técnico   |
| 2024               | Belgrado (Serbia)   | Medalla de oro    | Equipo técnico   |
| 2025               | Funchal (Portugal)  | Medalla de oro    | Equipo técnico   |
| 2025               | Funchal (Portugal)  | Medalla de oro    | Equipo libre     |